# پارک ملی خادم‌نگر
پارک ملی خادم‌نگر (به لاتین: Khadim Nagar National Park) یک پارک ملی در بنگلادش است که در Sylhet District, Sylhet Division, Bangladesh واقع شده‌است.